# Pteralopex atrata
Pteralopex atrata é uma espécie de morcego da família Pteropodidae. Pode ser encontrada nas ilhas de Guadalcanal e New Georgia (Ilhas Salomão).